# THE!おいしい番組
『THE!おいしい番組』（ザ おいしいばんぐみ）は、2000年4月12日から2001年3月14日までTBS系列局で放送されていた料理バラエティ番組である。ハウフルスと毎日放送テレビ（MBSテレビ）の共同製作。全36回。放送時間は毎週水曜 19:00 - 19:54 （日本標準時）。

## 概要
当初はプロの料理人と3人の芸能人をゲストに招き、彼らが各回のテーマに沿って料理を作る模様を放送していたが、2000年9月6日放送分をもってリニューアル。以後は男性視聴者が投稿した「男の料理」を男性ゲストが作り、女性視聴者が投稿した「女の料理」を女性ゲストが作る料理対決形式の番組になった。
2001年3月14日放送の最終回では、それまでレギュラーを務めていたヒロミと森公美子がそれぞれゲストとして参加し、同じくレギュラーの福留功男がシェフ役を務めた。

## 出演者
- 福留功男[1]
- ヒロミ[1]
- 森公美子[1]

## スタッフ
- 構成：浜田悠、堀田延、桜井慎一、山屋美晴
- 技術：ニユーテレス
- 照明・美術：アートフォー
- 編集技術：麻布プラザ
- 音効：佳夢音
- 収録スタジオ：テクノマックス、東京タワー芝公園スタジオ
- ディレクター：岸本孝博（毎日放送）、佐藤浩仁、千葉昭、山田喜美代、高橋研、川崎大志
- 総合演出：菅原正豊（ハウフルス）
- プロデューサー：渡辺高志、佐藤昌弘（毎日放送）、高浦康江（ハウフルス）
- 製作：ハウフルス、毎日放送テレビ